# Other Voices
Other Voices är det första studioalbumet av The Doors utan sångaren Jim Morrison. Det spelades in under 1971 och släpptes i oktober samma år. Keyboardspelaren Ray Manzarek och gitarristen Robbie Krieger tog över sjungandet.
Albumet nådde 31:a plats på Billboards albumlista. "Tightrope Ride" nådde 71:a plats på singellistan.

## Låtlista
Alla låtar skrivna av Robbie Krieger, John Densmore och Ray Manzarek.
1. "In the Eye of the Sun" - 4:48
2. "Variety Is the Spice of Life" - 2:50
3. "Ships w/ Sails" - 7:38
4. "Tightrope Ride" - 4:15
5. "Down on the Farm" - 4:15
6. "I'm Horny, I'm Stoned" - 3:55
7. "Wandering Musician" - 6:25
8. "Hang on to Your Life" - 5:36